# Macroteleia punctifrons
Macroteleia punctifrons är en stekelart som beskrevs av Mikhail Vasilievich Kozlov 1971. Macroteleia punctifrons ingår i släktet Macroteleia och familjen Scelionidae. Inga underarter finns listade i Catalogue of Life.